# Slobozia, Vaslui
Slobozia este un sat în comuna Gârceni din județul Vaslui, Moldova, România. Se află în partea de nord-vest a județului, în Colinele Tutovei.